# Aspergirls
Aspergirls: Empowering Females with Asperger Syndrome é um livro de não-ficção escrito pela autora americana Rudy Simone e publicado em 2010 pela Jessica Kingsley Publishers. O livro aborda as experiências de mulheres que possuem síndrome de Asperger, daí o neologismo (junção de "asperger" e "girls", ou "garotas" em inglês). Foi escrito para ajudar meninas e mulheres que foram diagnosticadas com Asperger. Não possui tradução para o português.

## Plano de Fundo
Rudy Simone é uma jazzista e autora de livros. Ela lidou com muitos sintomas na infância, mas não percebeu que isso se devia à síndrome de Asperger. Esses sintomas incluíam acting out, mudanças rápidas de humor e dificuldade em compreender certas formas de comunicação. Outra dificuldade foi em fazer amigos, e ela não possui uma amiga íntima até hoje. Ela aprendeu com o tempo a lidar com outras pessoas.
O livro foi publicado quando Simone tinha 47 anos, mas ela afirma nunca ter ouvido a palavra Asperger até alguns anos antes. Ela decidiu escrever o livro porque não conseguiu achar material adequado para lidar com garotas nesse espectro, e a palavra que se tornaria seu título, "Aspergirls", "estalou na cabeça de repente". Ela observou: "Há muitas coisas boas a serem ditas sobre Aspergirls. Somos muito intuitivas. Temos uma incrível capacidade de concentração e uma ética de trabalho que nos torna empregáveis nos trabalhos certos".
A autora se autodiagnosticou como tendo síndrome de Asperger, mas pro livro ela só entrevistou mulheres que haviam sido formalmente diagnosticadas. Simone disse que, embora meninos e meninas apresentem os sintomas, isso é expresso de forma diferente entre os dois gêneros.
Simone observou que "se sentia diferente da [sua] família" quando criança, e que seus familiares "pareciam imprevisíveis e assustadores" para ela. Os efeitos do Asperger foram tão fortes que "quando a puberdade entrou em cena, eu passei por surtos de mutismo que podiam durar horas ou até mesmo um dia inteiro".

## Conteúdo
O livro foi escrito para meninas e mulheres com síndrome de Asperger. Ele lida com uma variedade de questões que as mulheres no espectro enfrentam, como a variedade de relacionamentos, emprego e depressão. As mais de trinta e cinco mulheres Aspergers entrevistadas para o livro tinham entre 20 e 50 anos. Muitas delas não foram diagnosticadas até que seus filhos tivessem sido diagnosticados, o que levou os médicos a checar os pais. As mulheres passaram a maior parte de suas vidas sem saber a origem de seus problemas. Muitas vezes se acreditava que as pessoas sabiam como agir corretamente, embora não soubessem. As mulheres compartilham suas histórias de vida e também dão conselhos aos leitores sobre como lidar com seu diagnóstico. Uma das mulheres discute a questão do casamento, dizendo: "O pai do meu filho e eu moramos na mesma casa, somos amigos, mas vivemos vidas separadas em grande parte devido ao meu transtorno do espectro do autismo (ASD). Vivemos bastante felizes, contudo".
O prefácio foi escrito pela autora Liane Holliday Willey; prefácio este que foi republicado no Journal of Autism and Developmental Disorders. O final tem um apêndice que compara sintomas de meninas e meninos com a síndrome. Há ainda referências e fontes para ajudar pessoas com síndrome de Asperger ou pessoas que conhecem alguém com a síndrome.

## Recepção
A Sociedade do Autismo de Ohio disse que o livro é "leitura essencial" para as mulheres que têm um diagnóstico de síndrome de Asperger ou que acham que podem tê-lo. A resenha conclui: "Também será de interesse para parceiros e entes queridos de Aspergirls, e pra qualquer um interessado profissionalmente ou academicamente na Síndrome de Asperger".
Hazel Ratfliffe, escrevendo para a Learning Disability Today, disse: "É um livro belo, inteligente e poderoso e deve ser lido por todos". Kaavonia Hinton, escrevendo para a Foreword Magazine, fez uma crítica positiva, mas também disse: "Embora as vozes dos médicos e de outros especialistas tenham fortalecido o livro, as leitoras serão encorajadas a levar vidas bem-sucedidas e completas".
Shana Nichols, autora de Girls Growing Up on the Autism Spectrum , disse que é uma "excelente leitura", bem como uma "celebração da cultura da feminilidade AS". Nichols também disse que Simone escreve com "paixão, honestidade e verdade".

## Premiações
O livro ganhou medalha de ouro na categoria Sexualidade/Relacionamentos do Prêmio IPPY de 2011. Ele também recebeu menção honrosa na Categoria de Questões Femininas no Prêmio BOTYA de 2010. Já foi traduzido para holandês, alemão, japonês, polonês e francês.